# 大衛·豪威爾
大衛·豪威爾（David Howell，1975年6月23日—）是一位英國職業高爾夫球選手。他的職業生涯在2006年達到巔峰，當時他一度短暫進入世界排名前10位之列。并且是2004年和2006年萊德盃歐洲隊的隊員。

## 外部連結
- 官方網站
- PGA巡迴賽網站上的介紹
- PGA歐洲巡迴賽網站上的介紹